# Parastasia brevipes
Parastasia brevipes är en skalbaggsart som beskrevs av Leconte 1856. Parastasia brevipes ingår i släktet Parastasia och familjen Rutelidae. Inga underarter finns listade i Catalogue of Life.